# Anaïs Bescond
Anaïs Bescond (* 15. Mai 1987 in Aunay-sur-Odon) ist eine ehemalige französische Biathletin. Ihre größten Erfolge waren der Olympiasieg 2018 und der Weltmeistertitel 2016 jeweils mit der französischen Mixed-Staffel.
Nach Erfolgen im Juniorenbereich gehörte Bescond seit der Saison 2009/10 dem französischen Weltcupkader an und war von 2018 bis zu ihrem Karriereende die erfahrenste Biathletin ihrer Mannschaft. Im Januar 2014 siegte sie zum ersten und bisher einzigen Mal bei einem Einzel-Weltcuprennen. Danach gewann sie zwei Einzelmedaillen bei Weltmeisterschaften und Olympischen Spielen, hinzu kamen neun Staffelmedaillen, darunter zwei goldene.

## Sportliche Laufbahn

### Jugend- und Juniorenbereich (bis 2008)
Bescond wurde in der Normandie geboren. Ihre Familie zog 1992 nach Morbier im Département Jura, das in den 1990er Jahren Heimat erfolgreicher Biathleten wie dem Weltmeister Patrice Bailly-Salins und der späteren Olympiasiegerin Florence Bavarel war. Insbesondere die Feiern zu Bailly-Salins’ Titelgewinn 1995 weckten Bescond zufolge in ihr den Ehrgeiz, selbst sportliche Medaillen zu gewinnen. Nachdem sie schon früh mit dem Skifahren begonnen hatte, nahm sie 2002 den Biathlonsport im SC Morbier Bellefontaine auf. Im Jugend- und Juniorenbereich etablierte sie sich schnell im französischen Nationalkader, bestritt ab 2004 Rennen im Junioren-Europacup und wurde im Jahr darauf Jugendweltmeisterin mit der französischen Staffel, der neben ihr Marie Dorin und Marion Blondeau angehörten. Bei den Juniorenweltmeisterschaften 2007 und 2008 gewann sie weitere Medaillen, darunter zweimal Bronze in Einzelwettbewerben.

### Aufstieg im Weltcup (2007 bis 2014)
Einen ersten Einsatz im Biathlon-Weltcup erhielt Bescond bereits mit 19 Jahren im März 2007 in Oslo, wo sie sich nach einem fehlerfreien Schießen als 60. des Sprints für das Verfolgungsrennen qualifizierte, in dem sie jedoch überrundet wurde. In den beiden folgenden Wintern startete sie in der zweithöchsten Wettkampfserie der Erwachsenen, dem Europacup (ab 2008/09: IBU-Cup). Dabei gewann sie im März 2008 in Cesana San Sicario das Verfolgungsrennen vor ihrer Teamkollegin Marine Bolliet und belegte am Saisonende den siebten Rang in der Gesamtwertung. Nach weiteren guten Ergebnissen im IBU-Cup wurde sie ab Dezember 2009 regelmäßig in das französische Biathlon-Weltcupteam nominiert und gewann als 29. im Einzel von Pokljuka auf Anhieb ihre ersten Weltcup-Punkte. Durch die Rücktritte von Sandrine Bailly und Sylvie Becaert nach dem olympischen Winter verjüngte sich der Nationalkader 2010 deutlich: Ab der Saison 2010/11 bildete Bescond gemeinsam mit den etwa gleichaltrigen Marie Dorin und Marie-Laure Brunet den Stamm der französischen Staffel. 2010/11 nahm Bescond im Großteil der Wettkämpfe die Position der Startläuferin ein, später wurde sie variabler eingesetzt. Gemeinsam mit Dorin, Brunet und Pauline Macabies stand sie im Januar 2011 in Oberhof als Staffelzweite erstmals auf dem Podium eines Weltcups, noch im gleichen Jahr gewann die Frauenmannschaft – nun mit Sophie Boilley anstelle von Macabies – die Silbermedaille bei den Weltmeisterschaften in Chanty-Mansijsk. 2011/12 gewann Frankreich den Staffelgesamtweltcup, für Bescond (wie auch für ihre Mannschaftskameradinnen) bedeutete der Erfolg in Antholz im Januar 2012 dabei den ersten Weltcupsieg.
Im Vergleich zu ihren Teamkolleginnen Brunet und Dorin (ab ihrer Hochzeit 2011: Dorin-Habert) war Bescond Anfang der 2010er zwar eine etwas schnellere Läuferin, aber dafür eine wesentlich schlechtere Schützin. In der Saison 2011/12 hatte sie eine Trefferquote von 74 Prozent (gegenüber 87 Prozent bei Dorin-Habert und 93 Prozent bei Brunet, die damit das gesamte Teilnehmerinnenfeld in dieser Statistik anführte). Während ihre beiden Mannschaftskolleginnen häufiger als Zweite und Dritte auf dem Podium standen und auch die Top Ten des Gesamtweltcups erreichten, platzierte sich Bescond in Einzelrennen meist im oberen Mittelfeld. Ihre besten Ergebnisse waren zunächst ein fünfter Rang im Sprint von Pokljuka 2010 und ein vierter Platz im Massenstart von Oslo 2013, zwei der wenigen Weltcuprennen, in denen sie fehlerfrei schoss. In der Gesamtwertung des Weltcups war sie von 2010 bis 2014 stets zwischen den Rängen 17 und 30 klassiert. Beim Sprint von Antholz im Januar 2014 gewann Bescond trotz eines Schießfehlers das Rennen mit sechs Sekunden Vorsprung auf Andrea Henkel und feierte damit bei ihrem ersten Einzel-Podiumsergebnis im Weltcup zugleich ihren ersten Weltcuperfolg. Sie lief nach Darja Domratschawa die zweitschnellste Laufzeit des Wettkampfs und bedankte sich nach dem Wettkampf vor allem bei ihren Technikern für die Präparation ihrer Skier. Nationaltrainer Thierry Dusserre zeigte sich nach dem Wettkampf davon überzeugt, dass Bescond mit ihrem Sieg den Durchbruch geschafft habe und dass ihr Erfolg dem gesamten – zuvor sechs Jahre sieglosen – französischen Frauenteam Selbstvertrauen verleihe. Großes Potential bescheinigte ihr auch der frühere Biathlet Vincent Jay als Experte des französischen Fernsehens bei den sich unmittelbar anschließenden olympischen Wettkämpfen von Sotschi: Bescond sei von den körperlichen Voraussetzungen, bezogen auf Muskulatur und Lungenvolumen, die beste Sportlerin des Teams und habe zudem im direkten Duell ein hohes Durchsetzungsvermögen. Tatsächlich war Bescond bei ihrer ersten Olympiateilnahme in jedem Rennen beste Französin und erreichte als vorderstes Ergebnis zwei fünfte Plätze im Sprint und im Einzel.

### Erweiterte Weltspitze (2014 bis 2018)

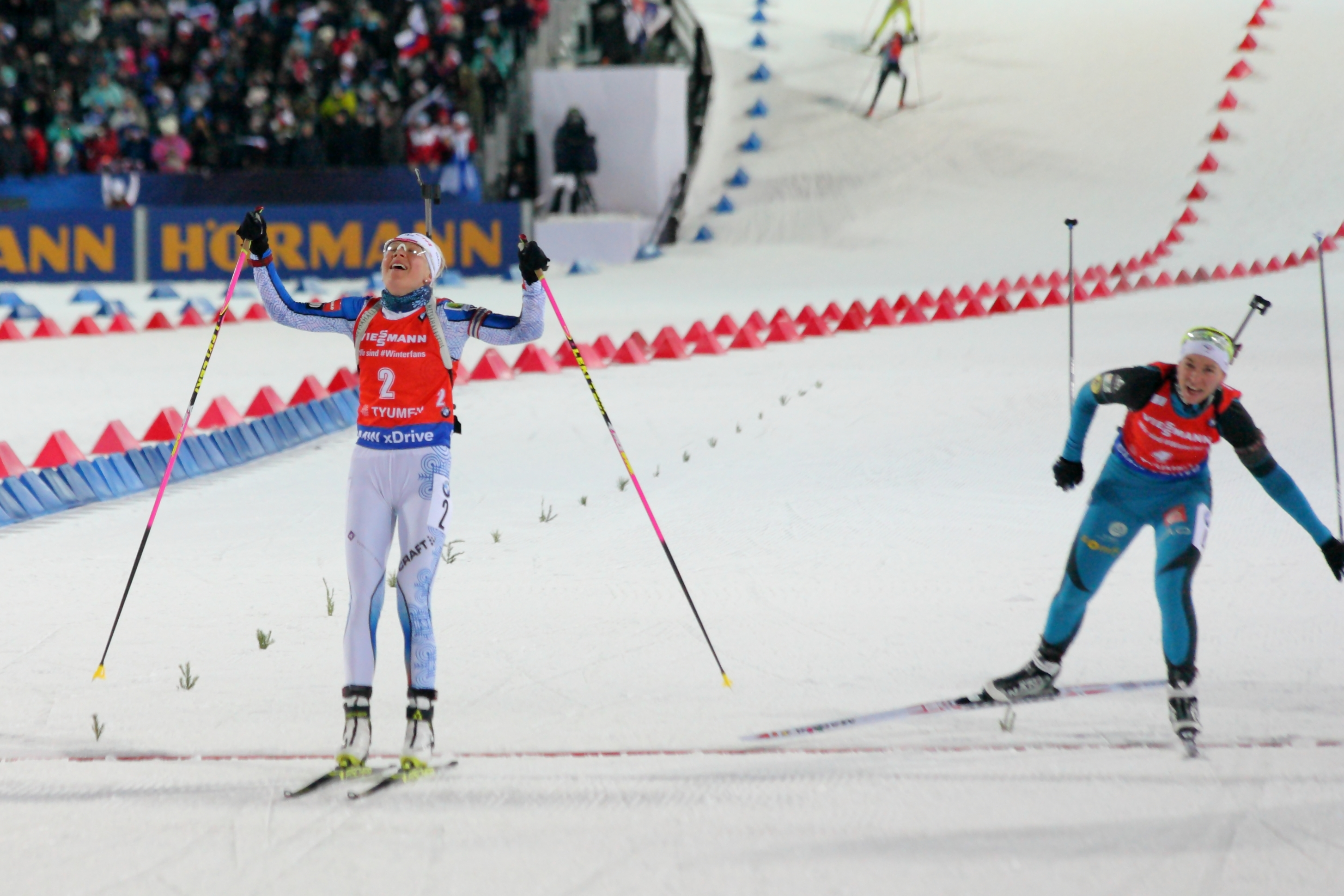
Bei der Weltcupverfolgung von Tjumen hatte Bescond (r.) nur wenige Zehntelsekunden Rückstand auf die Siegerin Kaisa Mäkäräinen.

In den Wintern nach ihrem ersten Weltcupsieg wiederholte Bescond diesen Erfolg zwar nicht – stattdessen stieß Marie Dorin-Habert dauerhaft unter die Besten des Weltcups vor –, sie steigerte aber ihre Trefferquote deutlich (auf 84 Prozent in der Saison 2016/17) und stand von 2014 bis 2018 in jeder Saison mindestens einmal auf dem Podium. Dazu gehörten auch zwei Einzelmedaillen bei Großereignissen: Im 15-Kilometer-Einzel bei den Weltmeisterschaften 2016 am Osloer Holmenkollen gewann Bescond die Silbermedaille mit einem Rückstand von zwölf Sekunden auf Dorin-Habert. Bei Olympia 2018 verbesserte sie sich nach einem 19. Rang im Sprint in der Verfolgung auf den dritten Platz und gewann damit als einzige französische Biathletin eine Einzelmedaille in Pyeongchang, wobei sie im Schlussspurt um Silber nur um wenige Zehntelsekunden Anastasiya Kuzmina unterlegen war. Auch im Gesamtweltcup schnitt Bescond in diesen Jahren kontinuierlich besser ab als zu Beginn ihrer Karriere, mit Platzierungen zwischen den Rängen sieben (im Winter 2017/18) und vierzehn (2016/17). In der Saison 2016/17 hatte sie dabei zu Beginn des Winters gesundheitliche Probleme, weswegen sie zu den Weltmeisterschaften in Hochfilzen nur als Ersatzfrau reiste und nur einen Einsatz erhielt. Im März 2018 verpasste sie ihren zweiten Weltcupsieg in der Verfolgung von Tjumen um lediglich 0,2 Sekunden, als sie im Schlussspurt Kaisa Mäkäräinen unterlag.
Nach dem Rücktritt von Marie-Laure Brunet im Anschluss an die Olympischen Spiele 2014 hatte sich die französische Mannschaft erneut verjüngt. Bescond und Dorin-Habert – die eine enge Freundschaft verband – waren Mitte der 2010er nach fast zehn Jahren im Weltcupkader die mit Abstand erfahrensten Athleten des nun von Julien Robert betreuten Teams. Dazu stießen deutlich jüngere Biathletinnen, etwa die 1993 geborene Anaïs Chevalier sowie die noch einmal drei Jahre jüngere Justine Braisaz, die 2014 als 18-Jährige im Weltcup debütierte. Diese vier Sportlerinnen gewannen 2016 die WM-Silbermedaille (wobei Bescond als einzige der vier fehlerfrei blieb) und 2018 die olympische Bronzemedaille für Frankreich. Zuvor hatte die Frauenstaffel um Bescond als Startläuferin bereits 2015 WM-Silber gewonnen, zu diesem Zeitpunkt noch mit Enora Latuillière anstelle von Chevalier. Bescond zählte außerdem zur Stammbesetzung der Mixed-Staffel bei Großereignissen: Hier gewann sie 2016 als Startläuferin den Weltmeistertitel gemeinsam mit Dorin-Habert, Quentin Fillon Maillet und dem mehrfachen Gesamtweltcupsieger Martin Fourcade. Mit ihrer Einzelmedaille und den beiden Staffelmedaillen war Bescond damit einer der vier erfolgreichsten Teilnehmerinnen der Weltmeisterschaften in Oslo. Bei den Olympischen Spielen von Pyeongchang kam die gemischte Staffel in ähnlicher Besetzung erneut zusammen (Simon Desthieux ersetzte Fillon Maillet) und gewann auch hier den Titel. Bescond hatte somit zwischen 2015 und 2018 acht Medaillen bei Großereignissen gewonnen, sechs davon in Staffeln.

### In Konkurrenz mit jüngeren Athletinnen und Karriereende (2018 bis 2022)

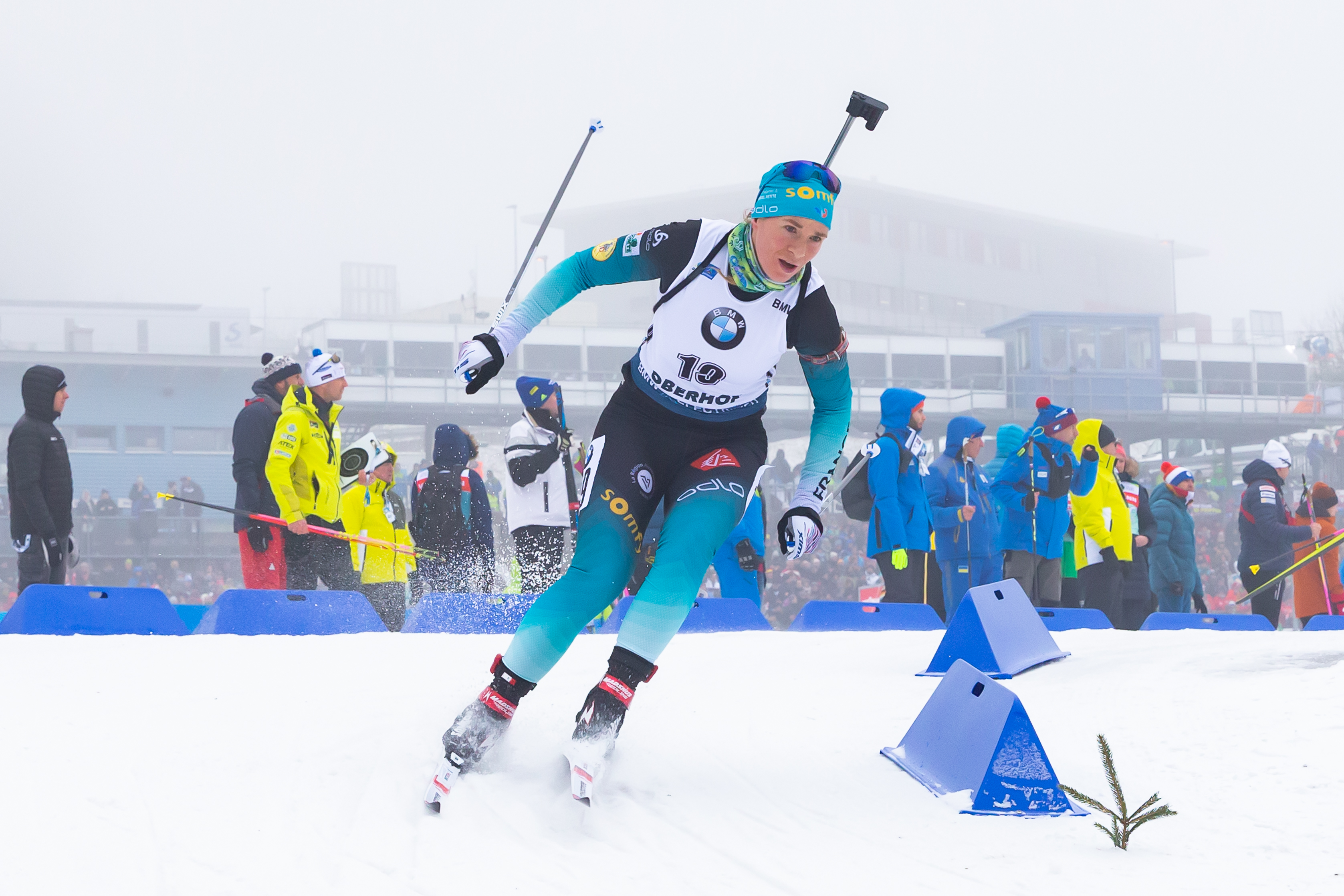
Bescond 2020 in Oberhof

Zu Saisonbeginn 2018/19 beschrieben verschiedene Medien (und auch der Biathlon-Weltverband IBU) in ihrer Saisonvorschau die mittlerweile 31-jährige Bescond als „Veteran[in]“, die das französische Team nun de facto führe, nachdem auch Marie Dorin-Habert ihre aktive Karriere nach den Spielen von Pyeongchang beendet hatte. Bescond wies die Zuschreibung als „Leader“ zurück und betonte, das sei ein von den Medien verliehener Ehrentitel ohne praktische Relevanz, „die Mädchen“ seien nicht auf sie angewiesen. Bis zu ihrem Karriereende am Ende des Olympia-Zyklus behielt sie ihr Leistungsniveau generell bei: Mit Trefferquoten von über 80 Prozent und Laufzeiten, die knapp drei Prozent schneller waren als der Durchschnitt, gehörte sie zu den 40 besten Schützinnen und den 20 besten Läuferinnen unter den Biathletinnen.
Im Gesamtweltcup belegte Bescond 2018/19 den 22. Platz. Ihr somit schlechtestes Ergebnis in dieser Wertung seit sieben Jahren ließ sich auch darauf zurückführen, dass sie am Saisonende wegen einer asthmatischen Bronchitis eine mehrwöchige Wettkampfpause einlegen musste, in der sie die zum Weltcup zählenden Weltmeisterschaften verpasste. Im Sommer 2019 zog sich Bescond eine Knieverletzung zu, die ihre Saisonvorbereitung beeinträchtigte. Dennoch stand sie 2019/20 in drei Weltcups auf dem Podest, wurde 15. des Gesamtweltcups (als drittbeste Französin hinter Braisaz und Julia Simon, die jeweils ein Rennen für sich entschieden) und gewann bei der WM die Bronzemedaille in der Single-Mixed-Staffel mit Émilien Jacquelin. Am Ende des Winters 2020/21, den sie auf Position 18 in der Weltcup-Gesamtwertung abschloss, dabei aber nur in zwei Einzelwettkämpfen unter den ersten Zehn platziert war, zeigte sich Bescond mit ihrem Leistungsniveau unzufrieden. Als Startläuferin war sie regelmäßiger Bestandteil der französischen Frauenstaffeln, mit denen sie in vier Weltcuprennen auf dem Podest stand.
Die neue Saison verlief für sie wieder deutlich besser. Besond lief gleich beim ersten Weltcup in Östersund aufs Podest, sie wurde ohne Schießfehler zweite in der Verfolgung hinter Marte Olsbu Røiseland, nachdem sie mit 53 Sekunden Rückstand von Platz 14 gestartet war. Am Tag darauf gewann sie mit ihrem Teamkolleginnen die Damen-Staffel. In der letzten Weltcupwoche des ersten Trimesters, ihrem Heimweltcup in Annecy, kam sie erneut aufs Podium, diesmal im Sprint, wieder hinter Røiseland. In der darauffolgenden Verfolgung Besond sie allerdings auf Platz 6 zurück. Im neuen Jahr konnte sie allerdings nicht mehr an ihre Leistungen aus dem Dezember anknüpfen. Ein Podiumsplatz blieb Anais Bescond verwehrt, ihr bestes Resultat war Platz 4 in der Verfolgung von Ruhpolding. Daneben nahm sie an den Olympischen Winterspielen 2022 in Peking Teil, ihren dritten. Bis auf die Mixed-Staffel kam sie in jedem Rennen zum Einsatz. Platz 6 mit der Damen-Staffel und Platz 9 im Sprint waren ihre besten Ergebnisse. Am 18. März 2022, dem Tag des letzten Sprints der Saison am Holmenkollen, verkündete sie via Social Media ihr Karriereende nach Ablauf der Saison mit den Worten: „Alle guten Dinge gehen irgendwann zu Ende.“ Ihr letztes Rennen bestritt sie zwei Tage nach dieser Ankündigung. In diesem Massenstart wurde sie als 28. mit insgesamt sechs Schießfehlern drittletzte. Im Ziel wurde sie von ihren Teamkolleginnen mit einer Sektdusche empfangen.

## Persönliches

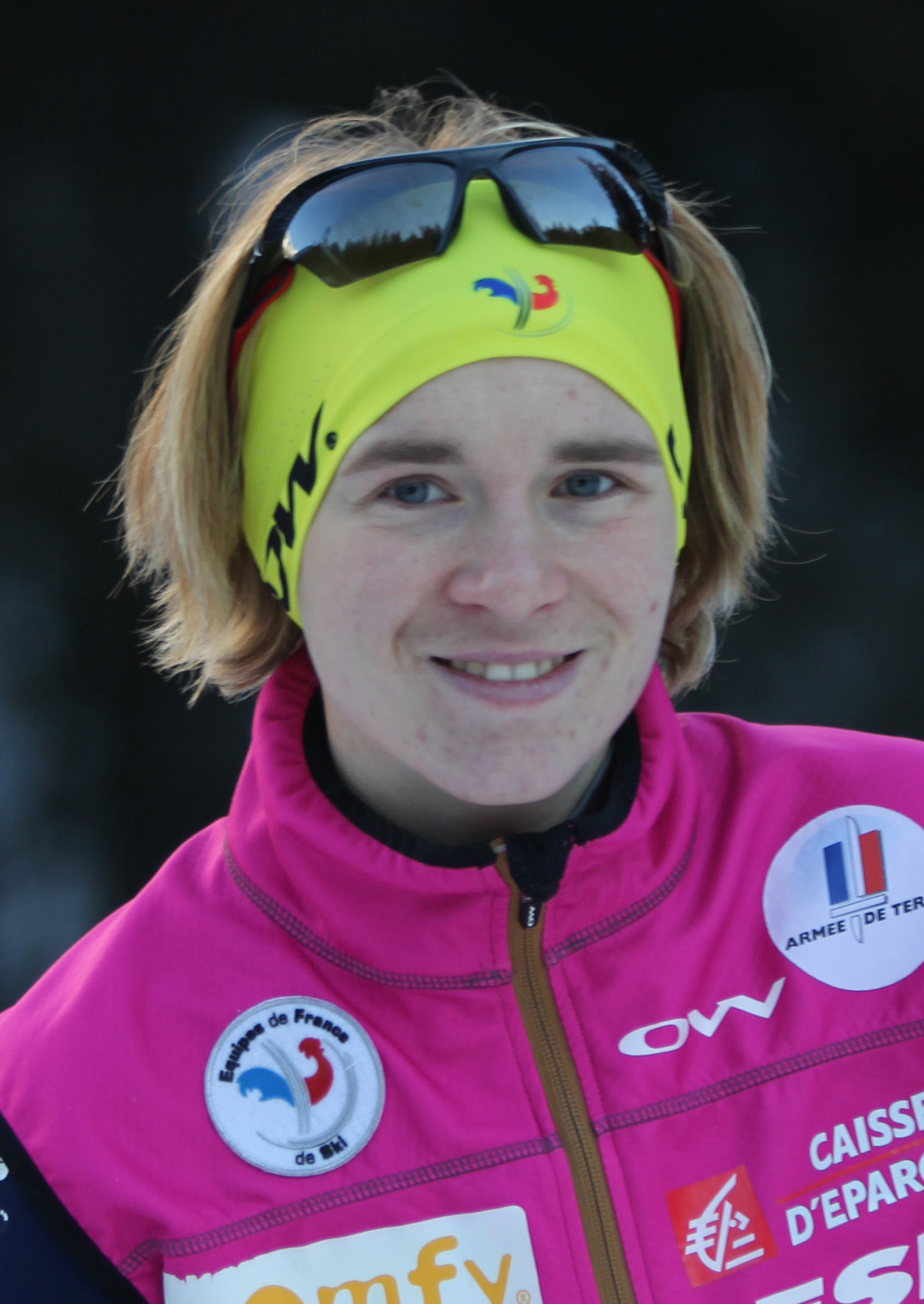
Porträtfoto von Bescond (2011)

Anaïs Bescond wuchs mit zwei älteren Geschwistern auf. Gegenüber der Tageszeitung Ouest-France beschrieb ihr Vater sie schon als junges Mädchen als ausgesprochen ambitioniert, sie habe stets das Gleiche machen wollen wie ihre Geschwister. Ähnlich fiel die Einschätzung ihrer Freundin und Teamkollegin Marie Dorin-Habert aus, die Bescond als ihren „Motor“ bezeichnete und als „Fels in der Brandung“ (auf Französisch: „roc imperturbable“).
Seit September 2007 gehört Bescond wie viele Wintersportler dem Militär an, wo sie (zum Zeitpunkt der Olympischen Winterspiele 2018) als „Caporal-chef“ in den Landstreitkräften diente. In dieser Funktion nahm sie auch an den Militär-Weltmeisterschaften teil, bei denen sie 2014 und 2015 Titel im Biathlon gewann. Ihre olympische Staffelmedaille von Pyeongchang 2018 widmete sie den Angehörigen zweier kurz zuvor gefallenen französischen Soldaten in Mali. 2016 schloss sie ein Studium an der Universität Grenoble ab, in dem sie sich unter anderem mit Sport und Tourismus auseinandersetzte.
Nach dem Ende ihrer aktiven Laufbahn absolvierte Bescond eine Trainerausbildung. Zum Winter 2022/23 wurde sie Schießtrainerin der französischen Para-Biathleten.

## Statistik

### Weltcupsiege
| Nr. | Datum         | Ort     | Disziplin |
| --- | ------------- | ------- | --------- |
| 1.  | 16. Jan. 2014 | Antholz | Sprint    |

| Nr. | Datum         | Ort         | Disziplin               |
| --- | ------------- | ----------- | ----------------------- |
| 1.  | 21. Jan. 2012 | Antholz     | Staffel 1               |
| 2.  | 10. Feb. 2012 | Kontiolahti | Mixed-Staffel 2         |
| 3.  | 30. Nov. 2014 | Östersund   | Mixed-Staffel 3         |
| 4.  | 24. Jan. 2016 | Antholz     | Staffel 4               |
| 5.  | 3. März 2016  | Oslo (WM)   | Mixed-Staffel 5         |
| 6.  | 12. März 2017 | Kontiolahti | Mixed-Staffel 6         |
| 7.  | 7. Jan. 2018  | Oberhof     | Staffel 7               |
| 8.  | 17. März 2018 | Oslo        | Staffel 8               |
| 9.  | 2. Dez. 2018  | Pokljuka    | Mixed-Staffel 9         |
| 10. | 19. Jan. 2019 | Ruhpolding  | Staffel 10              |
| 11. | 25. Jan. 2020 | Pokljuka    | Single-Mixed-Staffel 11 |

### Weltcupplatzierungen
Die Tabelle zeigt alle Platzierungen (je nach Austragungsjahr einschließlich Olympische Spiele und Weltmeisterschaften).
- 1.–3. Platz: Anzahl der Podiumsplatzierungen
- Top 10: Anzahl der Platzierungen unter den ersten zehn (einschließlich Podium)
- Punkteränge: Anzahl der Platzierungen innerhalb der Punkteränge (einschließlich Podium und Top 10)
- Starts: Anzahl gelaufener Rennen in der jeweiligen Disziplin

| Platzierung         | Einzel | Sprint | Verfolgung | Massenstart | Staffel | Gesamt |
| ------------------- | ------ | ------ | ---------- | ----------- | ------- | ------ |
| 1. Platz            |        | 1      |            |             | 12      | 13     |
| 2. Platz            | 2      | 1      | 3          | 1           | 15      | 22     |
| 3. Platz            | 1      | 1      | 1          | 1           | 14      | 18     |
| Top 10              | 9      | 26     | 15         | 15          | 67      | 132    |
| Punkteränge         | 22     | 93     | 79         | 48          | 70      | 312    |
| Starts              | 35     | 111    | 83         | 48          | 71      | 348    |
| Stand: Karriereende |        |        |            |             |         |        |

### Olympische Winterspiele
Ergebnisse bei Olympischen Winterspielen:
|                                             | Einzelwettbewerbe | Einzelwettbewerbe | Einzelwettbewerbe | Einzelwettbewerbe | Staffelwettbewerbe | Staffelwettbewerbe |
| Sprint                                      | Verfolgung        | Einzel            | Massenstart       | Damenstaffel      | Mixedstaffel       |                    |
| ------------------------------------------- | ----------------- | ----------------- | ----------------- | ----------------- | ------------------ | ------------------ |
| Olympische Winterspiele 2014 \| Sotschi     | 5.                | 12.               | 5.                | 10.               | DNF                | 6.                 |
| Olympische Winterspiele 2018 \| Pyeongchang | 19.               | 3.                | 31.               | 17.               | 3.                 | 1.                 |
| Olympische Winterspiele 2022 \| Peking      | 9.                | 27.               | 30.               | 29.               | 6.                 | —                  |